# Drillia
Drillia is een geslacht van weekdieren uit de klasse van de Gastropoda (slakken).

## Soorten
- Drillia acapulcana (Lowe, 1935)
- Drillia aerope (Dall, 1919)
- Drillia albicostata (Sowerby I, 1834)
- Drillia albomaculata (C. B. Adams, 1845)
- Drillia alcyonea Melvill & Standen, 1901
- Drillia altispira Sysoev, 1996
- Drillia amblytera (Bush, 1893)
- Drillia angolensis Odhner, 1923
- Drillia annielonae Nolf & Verstraeten, 2007
- Drillia armilla Barnard, 1958
- Drillia asra Thiele, 1925
- Drillia audax Melvill & Standen, 1903
- Drillia ballista Maltzan, 1883
- Drillia barkliensis H. Adams, 1869
- Drillia bruchia Barnard, 1958
- Drillia bruuni Knudsen, 1952
- Drillia caffra (E. A. Smith, 1882)
- Drillia cecchii Jousseaume, 1891
- Drillia clionellaeformis (Weinkauff & Kobelt, 1875)
- Drillia collina Barnard, 1958
- Drillia connelli Kilburn, 1988
- Drillia cunninghamae McLean & Poorman, 1971
- Drillia dakarensis Knudsen, 1956
- Drillia diasi Barnard, 1958
- Drillia dovyalis Barnard, 1969
- Drillia dunkeri (Weinkauff, 1876)
- Drillia enna (Dall, 1918)
- Drillia erepta Barnard, 1969
- Drillia ghyooti Nolf, 2008
- Drillia gibberulus (Hervier, 1896)
- Drillia griffithii (Reeve, 1843)
- Drillia havanensis (Dall, 1881)
- Drillia idalinae Bernard & Nicolay, 1984
- Drillia incerta (E. A. Smith, 1877)
- Drillia indra Thiele, 1925
- Drillia inornata McLean & Poorman, 1971
- Drillia investigatoris E. A. Smith, 1899
- Drillia katiae Nolf, 2006
- Drillia knudseni Tippett, 2006
- Drillia kophameli Strebel, 1905
- Drillia latisulcus Barnard, 1958
- Drillia lea Thiele, 1925
- Drillia lignaria (Sowerby III, 1903)
- Drillia macilenta (Melvill, 1923)
- Drillia macleani Tucker J., 1992
- Drillia maculomarginata Kilburn & Stahlschmidt, 2012
- Drillia meridiana Perugia & Prelle, 2012
- Drillia monodi Knudsen, 1952
- Drillia oleacina (Dall, 1881)
- Drillia oliverai Kilburn & Stahlschmidt, 2012
- Drillia patriciae Bernard & Nicolay, 1984
- Drillia poecila Sysoev & Bouchet, 2001
- Drillia pselia Barnard, 1958
- Drillia pyramidata (Kiener, 1840)
- Drillia regia (Habe & Murakami, 1970)
- Drillia rosacea (Reeve, 1845)
- Drillia roseola (Hertlein & Strong, 1955)
- Drillia rosolina (Marrat, 1877)
- Drillia siebenrocki (Sturany, 1900)
- Drillia sinuosa (Montagu, 1803)
- Drillia spirostachys Kilburn, 1988
- Drillia suxdorfi Strebel, 1905
- Drillia tholos Barnard, 1958
- Drillia tripter Maltzan, 1883
- Drillia tumida McLean & Poorman, 1971
- Drillia umbilicata Gray, 1838
- Drillia valida McLean & Poorman, 1971